# Schwesing
Schwesing là một đô thị thuộc huyện Nordfriesland, bang Schleswig-Holstein, Đức.